# Monocentrus curvicornis
Monocentrus curvicornis är en insektsart som beskrevs av Capener 1972. Monocentrus curvicornis ingår i släktet Monocentrus och familjen hornstritar. Inga underarter finns listade i Catalogue of Life.